# Silvia Yustos
Silvia Yustos Sánchez (Valladolid, 28 de marzo de 1971) es una ex gimnasta rítmica española que formó parte de la selección nacional de gimnasia rítmica de España en modalidad individual y obtuvo varias medallas nacionales e internacionales. Fue campeona de España infantil (1980) y en segunda categoría (1984), además de tener 5 títulos por aparatos en categoría de honor.

## Biografía deportiva

### Etapa en la selección nacional
Para 1989, en el Campeonato del Mundo de Sarajevo de 1989 fue medalla de bronce por equipos junto a Ana Bautista y Ada Liberio.

## Retirada de la gimnasia
Es diplomada en Educación Primaria y Educación Física y licenciada en Educación Física por la Universidad de León.

## Legado e influencia
Silvia fue una de las gimnastas más longevas en el equipo nacional durante la década de los 80. Su compañera en la selección, Montse Martín, hablaba así en 2019 sobre las características como gimnasta que le atribuía: 

«Gimnasta con mucha flexibilidad, tenía una gran elegancia y una bonita sensibilidad que le hacían conectar con el público rápidamente [...] Posteriormente, se ha convertido en una respetada entrenadora nacional».

## Equipamientos
| Período     | Proveedor |
| ----------- | --------- |
| 1988 - 1989 | Arena     |